# Dil (formaggio)
Il Dil è un tipo di formaggio turco. Viene prodotto nelle regioni di Kars e Erzurum. Sebbene sia solitamente prodotto con latte di vacca, può essere prodotto anche con latte di pecora. È un tipo di formaggio grasso intero. È un formaggio fibroso e filante, il suo sapore è simile al formaggio cheddar, ma è più morbido. È un formaggio usato come alternativa al formaggio künefe nella produzione del künefe.